# Glenea bellona
Glenea bellona là một loài bọ cánh cứng trong họ Cerambycidae.